# آوریل هانتر
آوریل هانتر (انگلیسی: April Hunter؛ زادهٔ ۲۴ سپتامبر ۱۹۷۴) یک هنرپیشه اهل ایالات متحده آمریکا است.